# Lịch La Mã
Thuật ngữ "Lịch La Mã" dùng để chỉ tất cả các loại lịch do người La Mã sáng tạo và sử dụng cho tới trước thời kỳ Julius Caesar (năm 45 trước Công Nguyên).

## Lịch Romulus
Lịch La Mã được Romulus (người sáng lập thành Roma, khoảng 753 TCN) tạo ra dựa trên hệ thống âm lịch do người Hy Lạp sử dụng.
Lịch này bao gồm 10 tháng, bắt đầu từ ngày chứa điểm xuân phân (vernal equinox - khoảng ngày 21 tháng 3 dương lịch hiện nay), tức thời điểm mà độ dài ngày và đêm bằng nhau bắt đầu mùa xuân (phân biệt với điểm thu phân, autumnal equinox, cũng có ngày và đêm dài bằng nhau nhưng bắt đầu cho mùa thu). Tổng cộng 10 tháng này bao gồm 304 (hay 305) ngày, số ngày còn lại được bổ sung vào các tháng cuối của năm. Theo đó:
1. Tháng đầu tiên tên Martius, tôn vinh vị thần Chiến tranh Mars của người La Mã. Tháng này có 31 ngày.
2. Aprilis, tôn vinh nữ thần Hy Lạp Aphrodite (tức thần Vệ nữ, hay Venus trong thần thoại La Mã), tượng trưng cho sự sinh sôi, tình yêu, niềm hoan lạc và sắc đẹp. Tháng này có 30 ngày.
3. Maius, có 2 giả thiết: 1. tôn vinh các vị nguyên lão La Mã (maiores); hoặc 2. tôn vinh nữ thần Maia trong thần thoại Hy Lạp, nữ thần lớn nhất, đẹp nhất, cũng là nữ thần Đất đai, lấy thần Zeus và sinh ra Hermes, rồi nuôi Arcas, con trai riêng của Zeus, để che mắt bà vợ Hera hay ghen tuông của ông ta. Tháng này có 31 ngày.
4. Iunius, tôn vinh nữ thần La Mã Juno (tức Hera trong thần thoại Hy Lạp, nữ chúa của các vị thần, vợ của chúa tể các thần - Zeus trong thần thoại Hy Lạp). Tháng này có 30 ngày.
5. Quintilis, trong tiếng Latinh có nghĩa là "thứ năm". Có 31 ngày.
6. Sextilis, "thứ sáu" trong tiếng Latinh, có 30 ngày.
7. September, từ gốc Latinh là septem có nghĩa là "thứ bảy". Có 30 ngày.
8. October: từ gốc Latinh là octo có nghĩa là "thứ tám". Có 31 ngày.
9. November: từ gốc Latinh là novem có nghĩa là "thứ chín". Có 30 ngày.
10. December: từ gốc Latinh là decem có nghĩa là "thứ mười". Có 30 ngày.

Còn lại khoảng 51 ngày, được thêm vào không theo quy luật đều đặn, bằng cách đếm ngược số ngày còn lại trước khi đến ngày bắt đầu năm mới tiếp theo. Để tôn vinh thần chiến tranh Mars, người La Mã dùng 10 ngày (sau giảm xuống còn 8 ngày) liền trước ngày đầu năm mới để làm lễ tết.

## Lịch Numa
Vị vua thứ hai của La Mã là Numa Pompillus (715-673 TCN) đã cải tiến lịch Romulus, bằng cách cộng 51 ngày dư của Romulus vào, giảm 6 tháng có 30 ngày xuống còn 29 ngày (50 + 6 = 56), từ đó thêm vào lịch 2 tháng có 28 ngày, đặt tên là:
- Februarius: trong tiếng Latin februltus có nghĩa là "sửa lại những gì đã sai" và trong thời gian này người La Mã bắt đầu sự tinh lọc hàng năm, đặt kề sau tháng December. Tháng này là tháng khắc nghiệt nhất trong năm (tương ứng với tháng 1 dương lịch bây giờ).
- Ianuarius: đặt sau tháng Februarius và trước khi quay vòng lại tháng Martius. Tháng này được đặt theo vị thần Janus trong thần thoại La Mã, có hai khuôn mặt ngược nhau, tượng trưng cho sự thay đổi, chuyển tiếp, khởi đầu và kết thúc.

Ngoài ra, Numa cộng thêm 1 ngày vào tháng Februarius, cứ 4 năm 1 lần, và vào năm này ông cho thêm 1 tháng gọi là mens intercalaris (tháng chênh lệch) có 29 ngày vào sau tháng Februarius.
Như vậy, lịch Numa bao gồm:
1. Martius: 31 ngày
2. Aprilis: 29 ngày
3. Maius: 31 ngày
4. Iunius: 29 ngày
5. Quintilis: 31 ngày
6. Sextilis: 29 ngày
7. September: 29 ngày
8. October: 31 ngày
9. November: 29 ngày
10. December: 29 ngày
11. Februarius: 28 ngày (hay 29 ngày mỗi 4 năm)
Mens intercalaris: 29 ngày (chỉ 4 năm 1 lần)
12. Ianuarius: 28 ngày

Như vậy, một năm theo lịch Numa có 354 ngày (hay 384 ngày vào năm có mens intercalis). Tuy nhiên, người La Mã vốn kiêng con số chẵn, nên đã cho tháng Ianuarius thêm 1 ngày thành 29 ngày, và từ đó 1 năm bình thường có 355 ngày và vào năm có mens intercalaris thì có 385 ngày. Tính bình quân trong 4 năm, mỗi năm có 362,5 ngày. Những ngày chênh lệch còn lại so với năm thiên văn (365,2564 ngày mặt trời trung bình) được bù đắp bằng cách thêm vào không theo một quy luật đều đặn nào.

## Lịch Cộng hoà La Mã
Vào thời kỳ Cộng hoà La Mã (khoảng 450 TCN), hai tháng Februarius và Ianuarius được đảo ngược, có lẽ để "làm vui lòng" vị thần Janus, còn tháng chênh lệch mens intercalaris được chuyển xuống cuối năm và đổi tên thành Mercedonius, rút xuống còn 27 ngày nhưng đồng thời cũng rút ngắn khoảng cách xuống 2 năm thay vì 4 năm như trước. Chữ mercedonius có nguồn gốc từ merces, tức là "tiền công" mà công nhân được lãnh vào thời điểm này trong năm.
Do đó, theo lịch Cộng hoà La Mã, cứ 2 năm lại có 1 tháng Mercedonius 27 ngày, và tháng Februarius liền trước đó rút ngắn xuống còn 23 hoặc 24 ngày (xen kẽ). Và số ngày trong năm tiến gần tới số ngày của năm thiên văn hơn: 2 năm có tháng Mercedonius gồm 377 và 378 ngày, 2 năm còn lại có 355 ngày. Tính bình quân trong 4 năm, mỗi năm theo lịch Cộng hoà La Mã có 366,25 ngày. Trong thời kỳ này, một tuần lễ được tính có 8 ngày.
1. Martius: 31 ngày
2. Aprilis: 29 ngày
3. Maius: 31 ngày
4. Iunius: 29 ngày
5. Quintilis: 31 ngày
6. Sextilis: 29 ngày
7. September: 29 ngày
8. October: 31 ngày
9. November: 29 ngày
10. December: 29 ngày
11. Ianuarius: 29 ngày
12. Februarius: 28 ngày (hay 23 hoặc 24 ngày trong năm có tháng Mercedonius)
Mercedonius: 27 ngày (chỉ 2 năm một lần)

Tuy đã bớt sai sót hơn so với các lịch trước, nhưng lịch Cộng hoà La Mã vẫn còn rất phức tạp, ít được tôn trọng, nhiều khi tháng chênh lệch Mercedonius bị bỏ quên vì các lý do chính trị (ít nhất 2 lần trong thế kỷ 2 và 1 TCN). Và đến thời đại Julius Caesar thì hệ thống lịch này đã được cải tiến một cách căn bản, đặt nền móng cho Dương lịch ngày nay.